# Sierra Leone Stock Exchange
Die Sierra Leone Stock Exchange (SLSE) ist die Wertpapierbörse von Sierra Leone und wurde am 17. Juli 2009 gegründet. Bei ihrer Gründung notierte die SLSE nur eine Aktie der staatlichen Rokel Commercial Bank. 
Der Aktienmarkt war das Ergebnis eines Privatisierungsprogramms, das im Land schon einige Zeit vorher durchgeführt wurde. 2017 wurde die SLSE neu aufgestellt. Zu der Zeit bekundete der National Social Security and Insurance Trust (NASSIT) Interesse daran, Aktien von Golden Tulip und Radisson Blu an der SLSE zu handeln. Auch HFC Mortgage and Services und die Sierra Leone Commercial Bank zeigten Interesse. Im gleichen Jahr wurde der gesamte Wertpapierhandel in Sierra Leone rechtlich durch den The Securities and Exchange Commission Act, 2017 neu aufgestellt.
Entgegen dem für afrikanische Börsen gemeinsamen Trend der vergangenen Jahre der Zunahme von Listungen und Erfolg von Wertpapierbörsen, blieb die SLSE illiquide, mit geringem Handelsvolumen und kaum Unternehmen oder Händlern die am Markt teilnehmen. Ausländische Investoren sind bisher (Stand 2022) nicht zugelassen. 2023 waren lediglich drei Unternehmen mit einer Marktkapitalisierung von 30 Millionen US-Dollar gelistet.